# Heteropalpia cortytoides
Heteropalpia cortytoides là một loài bướm đêm trong họ Erebidae.